# ترقوة
التَّرْقُـوَة (الجمع: التَّراقي) أو الناحرة (بالإنجليزية: Clavicle)‏ عظم يُصَنَّف في تشريح جسم الإنسان بأحد العظام الطويلة، وهي تعمل دعامة بين لوح الكتف في الظهر وعظم القص في منتصف الصدر. هناك ترقوتان، واحدة علي اليمين والأخرى على اليسار، وهي العظم الطويل الوحيد الذي يقع أفقياً في جسم الإنسان.
تُشكِّل الترقوة مع لوح الكتف ما يُعرف بالحزام الصدري (بالإنجليزية:  Pectoral Girdle)‏ الذي يُسمّى أيضا الحزام الكتفي (بالإنجليزية:  Shoulder Girdle)‏ والتي هي مجموعة العظام التي تصل الذراع (عظم العضد) مع الهيكل المحوري على كلى الجانبين في الإنسان.
عظم الترقوة هو عظم قابل للجسّ (palpable). يمكن رؤية موضع عظم الترقوة بشكل واضح حيث يشكّل نتوءاً على الجلد عند بعض الأشخاص وخاصة الذين يملكون قدراً أقل من الشحم في هذه المنطقة.

## التسمية اللاتينية
تأخذ التَّرْقُـوَة اسمها الأجنبي من كلمة (clavicula) اللاتينية التي تعني «المفتاح الصغير» وذلك لأن التَّرْقُـوَة تدور حول محورها كالمفتاح عندما يتم تبعيد الكتف عن الجذع (يمكن جسّ هذه الحركة بواسطة اليد المقابلة لليد المبعَّدة).

## البنية
التَّرْقُـوَة هي عظم كبير مزدوج أعْوَج وهي أحد العظام الطويلة، وهي تربط الذراع (الطرف العلوي) مع الجسم (الجذع)، ويتوضّع عظم الترقوة مباشرة فوق الضلع الأول من أضلاع القفص الصدري. تعمل التَّرْقُـوَة كوصلة دعامية تحفظ عظم الكتف في موضعه حتى تتيح للذراع أن يتدلى بحرية.
تتمفصل الناحية الإنسية (الداخلية) لعظم التَّرْقُـوَة مع قبضة القص (عظم الصدر) بواسطة المفصل القصي التَّرْقُـوِي. أما من النهاية الوحشية (الخارجية) لعظم التَّرْقُـوَة فتتمفصل مع الأخرم (بروز يوجود على لوح الكتف) بواسطة المفصل الأخرمي الترقوي.

### طرفي عظم الترقوة
هناك نهايتان (طرفان) لعظم الترقوة، نهاية عند عظم القص ويمكن تسميتها بالنهاية القصّية (أو الإنسية)، والنهاية الأخرى عند الكتف وبالتحديد عند الأخرم، ويمكن تسميتها بالنهاية الأخرمية (أو الوحشية).
النهاية الإنسية لعظم التَّرْقُـوَة من ناحية عظم القص: مدوّرة، بينما النهاية الوحشية لها من ناحية الكتف: مسطّحة.
النهاية القصّية هرمية الشكل وخشنة، ومنها يبدأ عظم التَّرْقُـوَة في التقوس جهة الأمام خلال تمدده في اتجاه الكتف (أي في الاتجاه الوحشي) حيث يمتد هذا القوس على نصف طول عظم الترقوة تقريباً. ثم يبدأ قوس آخر في التشكّل على الإتجاه الخلفي ليتمفصل مع الأخرم (ناتئ على لوح الكتف).
النهاية الأخرمية لعظم الترقوة مسطحة من ناحية الكتف (الأخرم) وهي أكثر عرضاً من النهاية الأخرى القصّية.
السطح السفلي للنهاية الأخرمية خشن وعليه ثَلْم يُسمّى بالخط شبه المنحرف (بالإنجليزية: Trapezoid line)‏، وعليه أيضاً بروز شبه مستدير اسمه الحديبة المخروطية (يقع أعلى الناتئ الغرابي). تلك المعالم السطحية على عظم الترقوة هي مواقع ارتباط العضلات والأربطة بالكتف، ويمكن تصنيفها إلى ثلاثة أجزاء:
- الطرف الإنسي.
- الطرف الوحشي.
- والجدل [ج:اجدال] (الجزء الاسطواني الطويل من العظم).

#### الطرف الإنسي
|                                         |
| التَّرْقُـوَة اليمنى - منظر سفلي ومنظر علوي. |
|                                         |
| التَّرْقُـوَة اليسرى - منظر علوي ومنظر سفلي. |

الطرف الإنسي (الوسطي) لعظم الترقوة مربع الشكل ويتمفصل مع الثلمة الترقوية للقص (clavicular notch) الواقعة على مقبض القص (manubrium)، ليُشكّلا المفصل القصي الترقوي. يمتد السطح المفصلي على الجانب السفلي ليرتبط مع أول غضروف ضلعي.
يرتبط على الطرف الإنسي ما يلي:
- محفظة مفصلية ليفية، يرتبط من كل مكان.
- قرص مفصلي.
- الرباط بين الترقوتين، يرتبط من أعلى.

#### الطرف الوحشي
الطرف الوحشي (الجانبي) لعظم الترقوة مسطح من أعلى نزولاً إلى الأسفل. ويوجد عليه وُجَيْه (ثلم) يرتبط عليه الناتئ الاخرمي للوح الكتف، لتشكيل المفصل الأخرمي الترقوي. المنطقة (المساحة) المحيطة بالمفصل يرتبط عليها المحفظة المفصلية. الحافة الأمامية مقعرة إلى الأمام، والحافة الخلفية محدبة إلى الوراء.

#### الجدل
يمكن تقسيم الجدل (الجزء الاسطواني الطويل من العظم) إلى جزئين حسب الملامح المشتركة:
1. الجزء الأول: الثلثين الإنسيين.
2. الجزء الثاني: الثلث الوحشي.

الجزء الإنسي أكثر سمكا من الجزء الوحشي.
الثلثين الإنسيين من الجدل:
الثلثين الإنسيين من الجدل لهم أربعة أسطح وليس لهم حواف.
- السطح الأمامي محدب إلى الأمام ويرتبط عليه منشأ العضلة الصدرية الكبرى.
- السطح الخلفي ناعم ويرتبط عليه منشأ العضلة القصية اللامية في طرفه الإنسي. السطح العلوي خشن في الجزء الإنسي ويرتبط عليه منشأ العضلة القصية الترقوية الخشائية.
- السطح السفلي عليه انطباع (أثر) بيضاوي في نهايته الإنسية يرتبط الرباط الضلعي الترقوي.
- الجانب الوحشي من السطح السفلي، يوجد عليه ثلم العضلة تحت الترقوية الذي تنغرز فيها العضلة تحت الترقوية. و يوجد النفق المغذي للعظم في الجانب الوحشي من ثلم العضلة تحت الترقوية.
- الجزء الإنسي للترقوة شكله مربع الزوايا في موضع تمفصل الترقوة مع مقبض القص في المفصل القصي الترقوي.
- تتصل اللفافة الترقوية الصدرية على حافة ثلم العضلة تحت الترقوية.

الثلث الوحشي من الجدل:

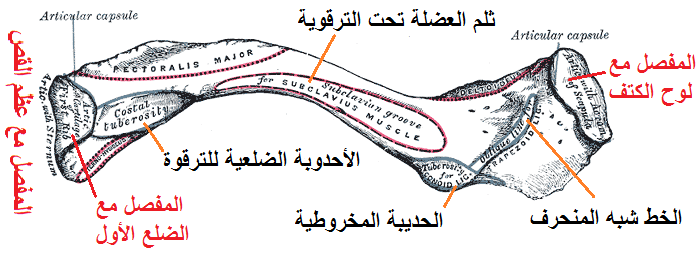
الترقوة اليسرى، السطح الأمامي.

الثلث الوحشي من الجدل له سطحين اثنين وحافتين اثنتين.
- الحافة الأمامية مقعرة إلى الأمام ويرتبط عليها منشأ العضلة المثلثة (الدالية).
- الحافة الخلفية محدبة إلى الوراء ويرتبط عليها العضلة شبه المنحرفة.
- السطح العلوي يقع تحت الجلد مباشرة (subcutaneous).
- السطح السفلي يوجد عليه حرف يُسمّى خط شبه منحرف، ونتوء يُسمّى الحديبة المخروطية (بالإنجليزية: Conoid tubercle)‏ أو الأحدوبة الغرابية (بالإنجليزية: coracoid tuberosity)‏. يرتبط علي الحديبة المخروطية الرباط شبه المخروطي والرباط شبه المنحرف، اللذان هما جزء من الرباط الغرابي الترقوي الذي يعمل على ربط الترقوة مع الناتئ الغرابي من لوح الكتف.

### التطور
التَّرْقُـوَة هي أولى العظام التي تبدأ عملية التعظّم (ترسيب المعادن على مصفوفة متشكلة) وذلك أثناء تطور الجنين وخلال الأسبوعين الخامس والسادس من الحمل، ولكنها مع ذلك إحدى آخر العظام التي تنهي هذه العملية وذلك في حوالي سن 21 إلى 25 من عمر الإنسان. شهدت دراسة على 748 من الذكور و 252 من الإناث فارق في طول الترقوة بين الفئات العمرية 18-20 و21-25 بقيمة تقارب 6 و 5 مم للذكور والإناث على التوالي.
يتشكّل الطرف الوحشي (البعيد) للترقوة وينمو عن طريق عملية التعظّم الغشائي، بينما يتشكّل الطرف الإنسي للترقوة وينمو بواسطة عملية التعظّم داخل الغضروف.
تتكون التَّرْقُـوَة من كتلة من العظم الإسفنجي محاطة بقشرة من العظم القشري:
- يتشكل العظم الإسفنجي انطلاقاً من مركزَي تعظم: أحدهما مركز تعظّم إنسي والآخر وحشي، يلتحمان في مرحلة لاحقة.
- أما العظم القشري فيتشكل عندما تستحث طبقة اللفافة التي تغطي العظم تعظّم النسيج المجاور لها. يُسمى العظم القشري الناتج: طوق السمحاق (periosteal collar).

على الرغم من أن الترقوة تُصنّف على أنها عظم طويل، إلا أن الترقوة لا يوجد فيها تجويف نخاعي (نخاع العظم) مثل العظام الطويلة الأخرى. وهي مكونة من عظم اسفنجي (تربيقي) العظام مع قشرة من العظم القشري. وهي عظم جلدي (Dermal bone) ينحدر من عناصر مرتبطة أساساً بالجمجمة.

### التباين والإختلافات
- شكل عظم الترقوة يختلف أكثر من معظم العظام الطويلة الأخرى. في بعض الأحيان يثقبها فرع من العصب فوق الترقوة (Supraclavicular nerves). في الذكور تكون أكثر سمكا وأكثر انحناءً ومناطق إتصال العضلات تكون أكثر وضوحا. الترقوة اليسرى هي عادة أطول وليست بنفس صلابة الترقوة اليمنى.[9] وفي الذكور تكون الترقوة أكبر وأطول وأثقل وعموماً أضخم من مثيلاتها في الإناث. شكل عظم الترقوة هو معيار موثوق به لتحديد الجنس.[10]
- قد تكون الترقوة في بعض الأحيان ناقصة جزئياً، أو قد تغيب الترقوة تماماً في خلل التعظم الترقوي القحفي (Cleidocranial dysostosis).
- تتواجد العضلة الرافعة للترقوة (Levator claviculae muscle) في 2-3٪ من الناس، وهي تنشأ على البروزات العرضية للفقرة العنقية العليا وتنغرز في النصف الإنسي (الجانبي) للترقوة.

## الوظائف
تقوم التَّرْقُـوَة بعدة مهام فهي:
- تقدم دعماً صلباً للكتف ولتعليق الأطراف، ويؤدي هذا النظام إلى حفظ الطرف العلوي (الذراع) بعيداً عن الصدر ليتمتع بأقصى مدى ممكن من الحركة، ويسمح للوح الكتف بحرية الحركة على الجدار الصدري.
- تغطي القناة الرقبية الإبطية (ممر بين العنق والذراع) (cervicoaxillary canal)، التي تشكل ممراً للعديد من التراكيب والبنى الهامة، فتحمي الحزمة الوعائية العصبية (neurovascular bundle) التي تمدّ الطرف العلوي (الذراع).
- تنقل الضغوط والصدمات والتأثيرات الفيزيائية من الطرف العلوي إلى الهيكل العظمي المحوري.

ومع أنها تصنف كعظم طويل إلا أن عظم التَّرْقُـوَة لا يملك لبّاً (نقي عظم) كبقية العظام الطويلة، فهو يتركب من عظم إسفنجي إضافة إلى قشرة من العظم القشري. وُيذكر أن التَّرقُوَة عظم آدمي يشتق من عناصر تابعة أصلاً للجمجمة.

### الارتباطات
تتضمن العضلات والأربطة التي ترتبط بالتَّرْقُـوَة ما يلي:
| الارتباط على التَّرقُوَة          | العضلة أو الرباط                                            | ارتباطات أخرى(للعضلة أو الرباط)                             |
| السطح العلوي والحافة الأمامية | العضلة الدالية                                              | الحديبة الدالية, على القسم الأمامي من الثلث الوحشي للتَّرْقُـوَة |
| السطح العلوي                  | العضلة شبه المنحرفة                                         | على القسم الخلفي من الثلث الوحشي                            |
| السطح السفلي                  | العضلة تحت الترقوة                                          | الثلم تحت الترقوة                                           |
| السطح السفلي                  | الرباط المخروطي (القسم الإنسي من الرباط الغرابي الترقوي)    | الحديبة المخروطية                                           |
| السطح السفلي                  | الرباط شبه المنحرف (القسم الوحشي من الرباط الغرابي الترقوي) | الخط شبه المنحرف                                            |
| الحافة الأمامية               | العضلة الصدرية الكبيرة                                      | على الثلث الإنسي (الحافة المدورة)                           |
| الحافة الخلفية                | العضلة القصية الترقوية الخشائية (الرأس الترقوي)             | على القسم العلوي من الثلث الإنسي                            |
| الحافة الخلفية                | العضلة القصية اللامية                                       | على القسم السفلي من الثلث الإنسي                            |
| الحافة الخلفية                | العضلة شبه المنحرفة                                         | على الثلث الوحشي                                            |

## الأهمية السريرية
- الخلع الأخرمي الترقوي.
- الخلع القصي الترقوي.
- انحلال العظم.
- تنكس الترقوة.

### خط منتصف الترقوة

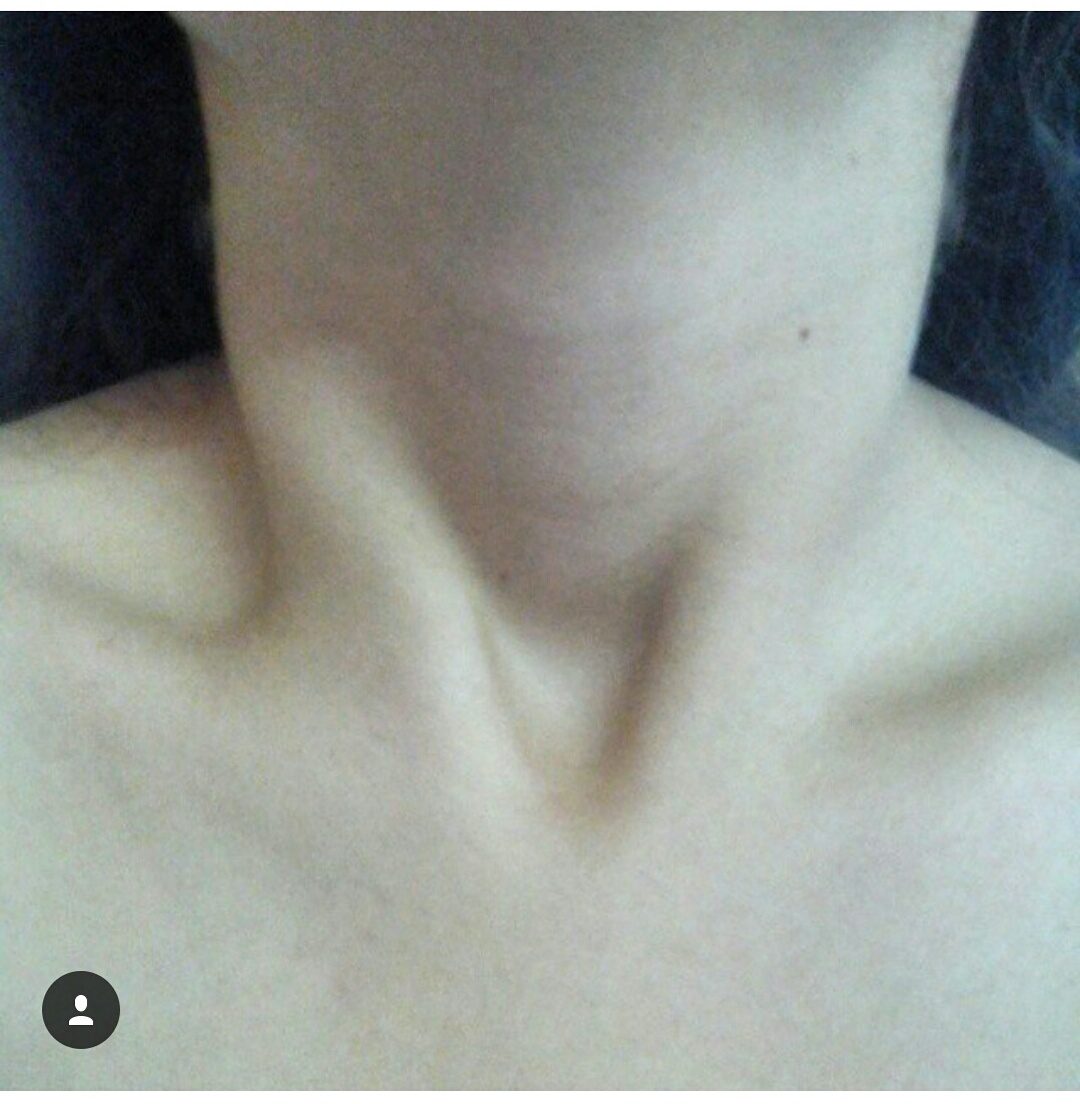
الثلمة الوداجية (jugular notch)
أو الثلمة فوق القص (suprasternal notch)

خط منتصف الترقوة (mid-clavicular line) هو خط وهمي عمودي يبدأ من منتصف الترقوة.
يُستخدم خط منتصف الترقوة كمرجع في وصف ضربة القمة القلبية (cardiac apex beat) أثناء الفحص الطبي. وهي تفيد أيضا لتقييم تضخم الكبد، ولتحديد مكان المرارة التي تقع بين خط منتصف الترقوة والمستوى المقاطع للبواب الذي هو خط مستعرض يقع في منتصف المسافة الواقعة بين الثلمة الوداجية (suprasternal notch) (أو الثلمة فوق القص) والحد العلوي من الارتفاق العاني.

### كسر الترقوة
كسر الترقوة يحدث نتيجة لإصابة أو صدمة. النوع الأكثر شيوعا من الكسور يحدث عندما يسقط شخص أفقيا على الكتف أو مع اليد الممدودة. وحدوث ضربة مباشرة على الترقوة يمكن أن يسبب أيضا كسراً. في معظم الحالات، تحدث الضربة المباشرة من الجانب الوحشي في اتجاه الجانب الإنسي من العظم. كسور الترقوة تحدث عادة بزاوية، حيث يحدث أكبر تغيير في اتجاه العظام. وهذا يؤدي إلى أن تقوم العضلة القصية الترقوية الخشائية برفع الجانب الأنسي لأعلى، والذي يمكن أن يؤدي إلى ثقب في الجلد المُغطي للعظم.

## صور إضافية

الحزام الصدري (حزام الطرف العلوي) – منظر أمامي.
شكل يمثل عظام الذراع عند الإنسان، ويمكن رؤية عظام الترقوة.
شكل يمثل مفصل الكتف عند الإنسان، ويمكن رؤية عظام الترقوة.
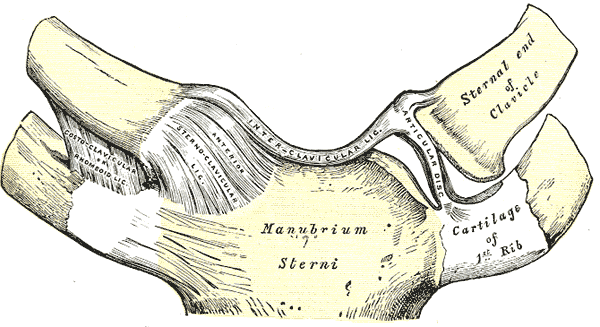
المفصل القصي الترقوي - منظر أمامي. ويمكن رؤية نهاية عظم الترقوة.
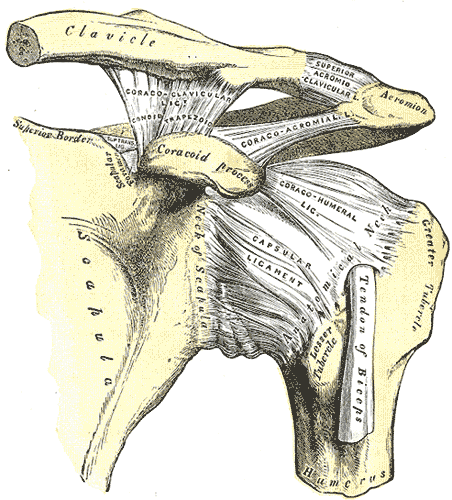
الكتف الأيسر والمفصل الأخرمي الترقوي، وأربطة عظم الكتف.
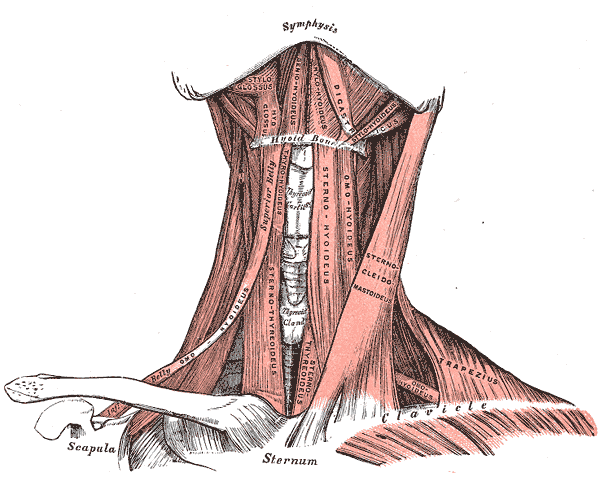
عضلات العنق – منظر أمامي.
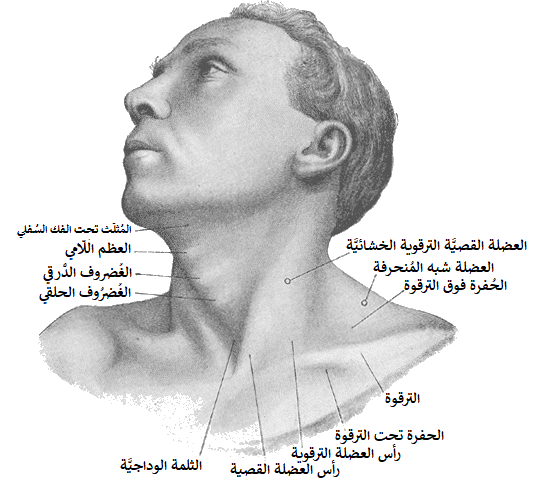
منظر أمامي جانبي للرأس والعنق.
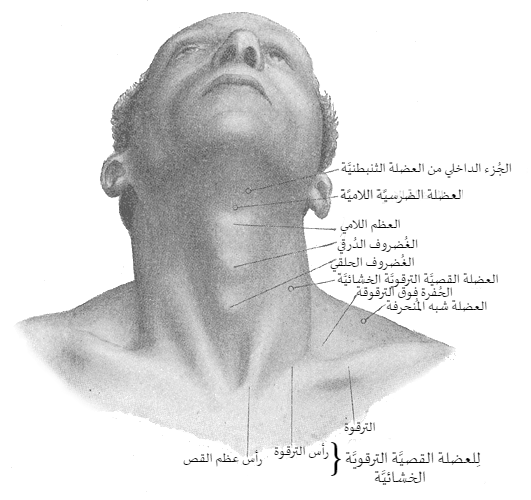
منظر أمامي للعنق.
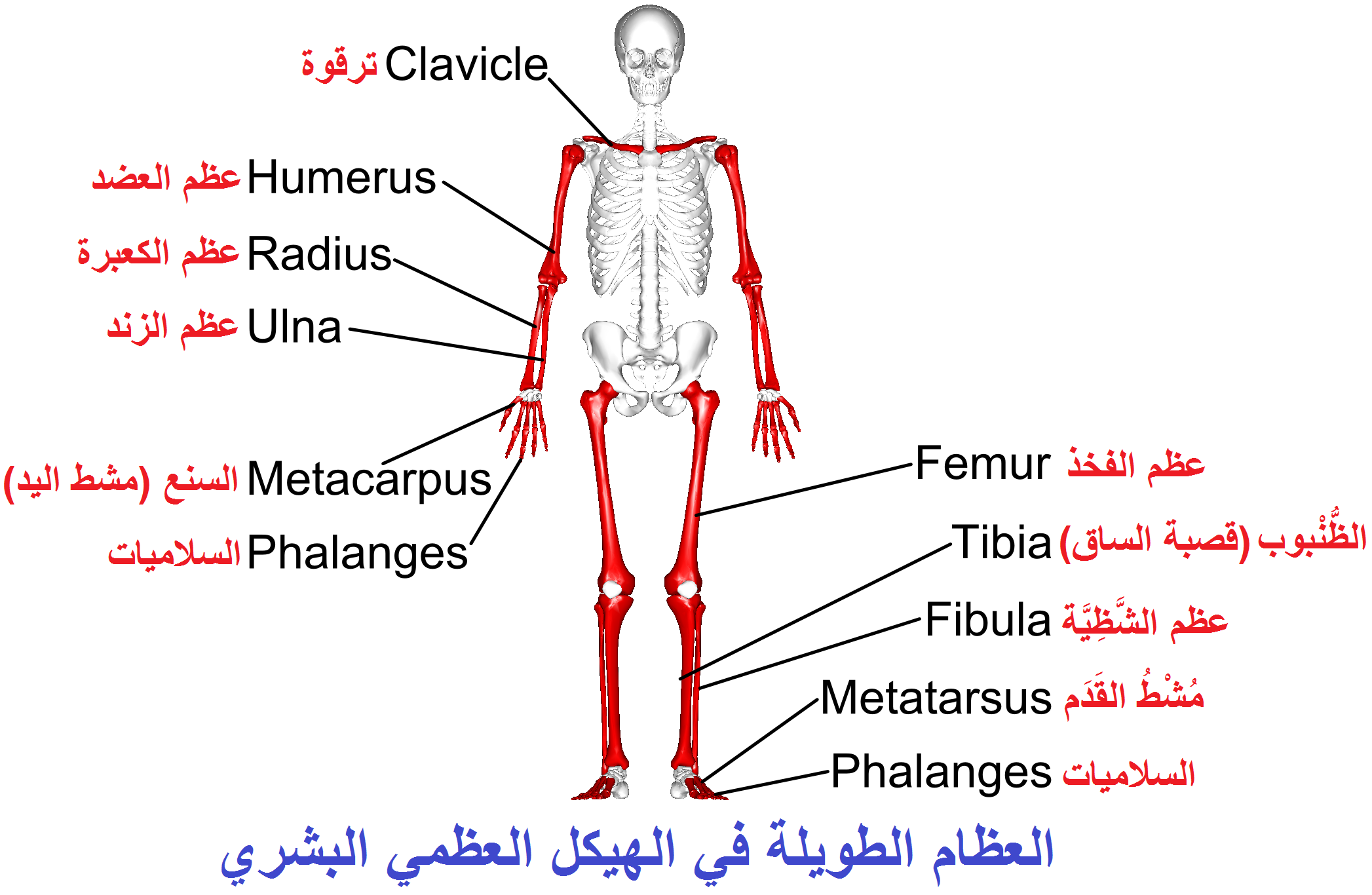
عظم الترقوة أحد العظام الطويلة في الإنسان.
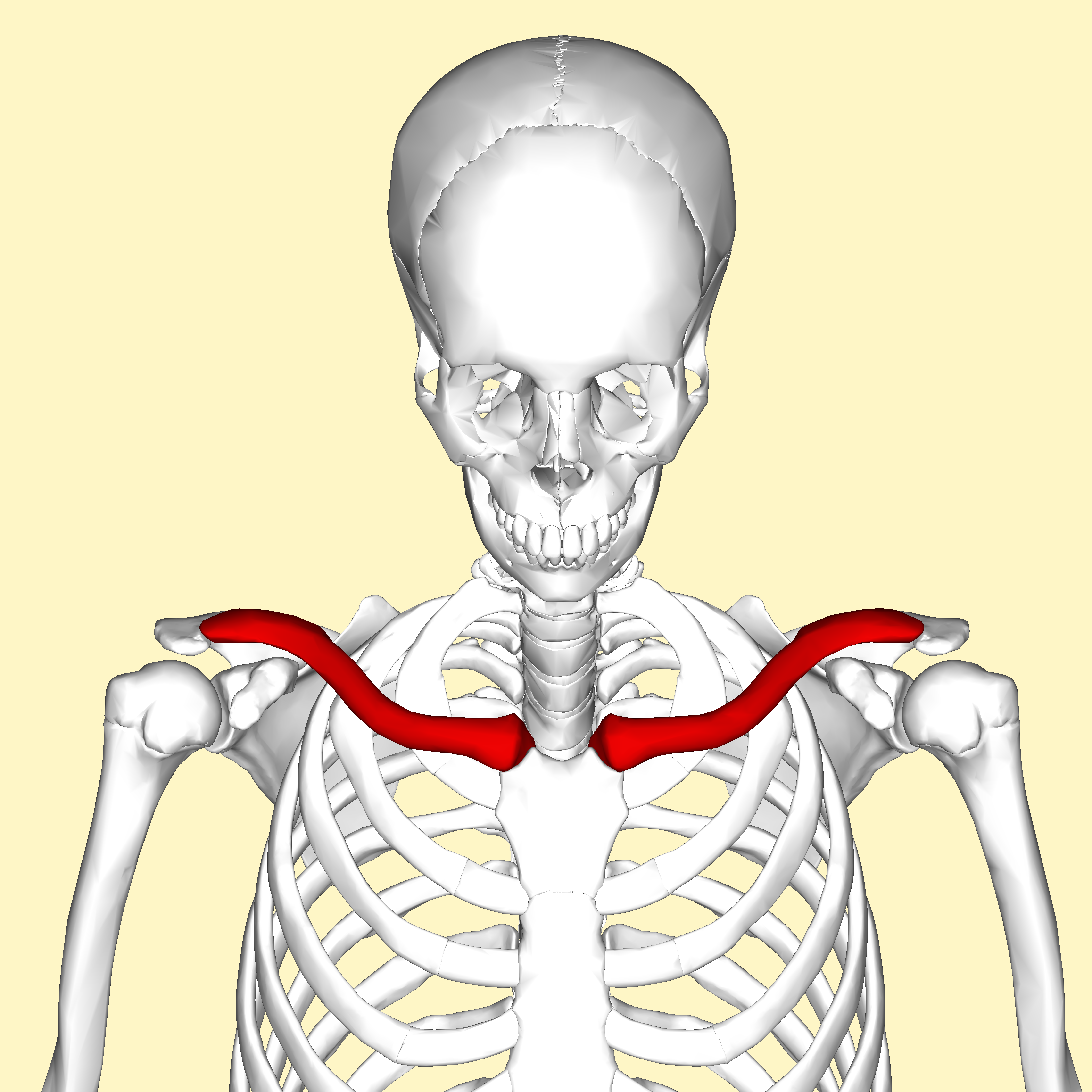
عظم الترقوة من الأمام (مبين باللون الأحمر).
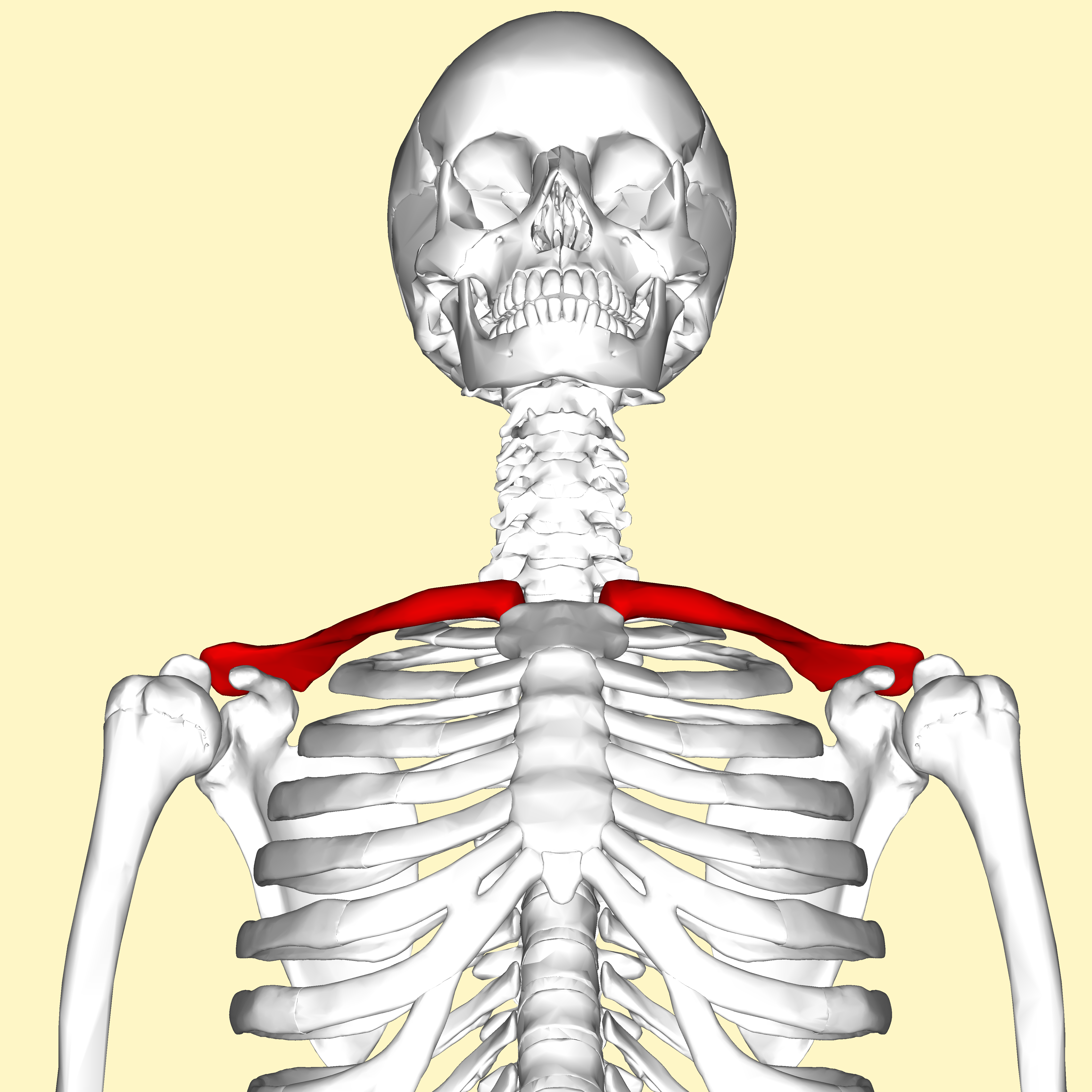
عظم الترقوة من الأمام (مبين باللون الأحمر).
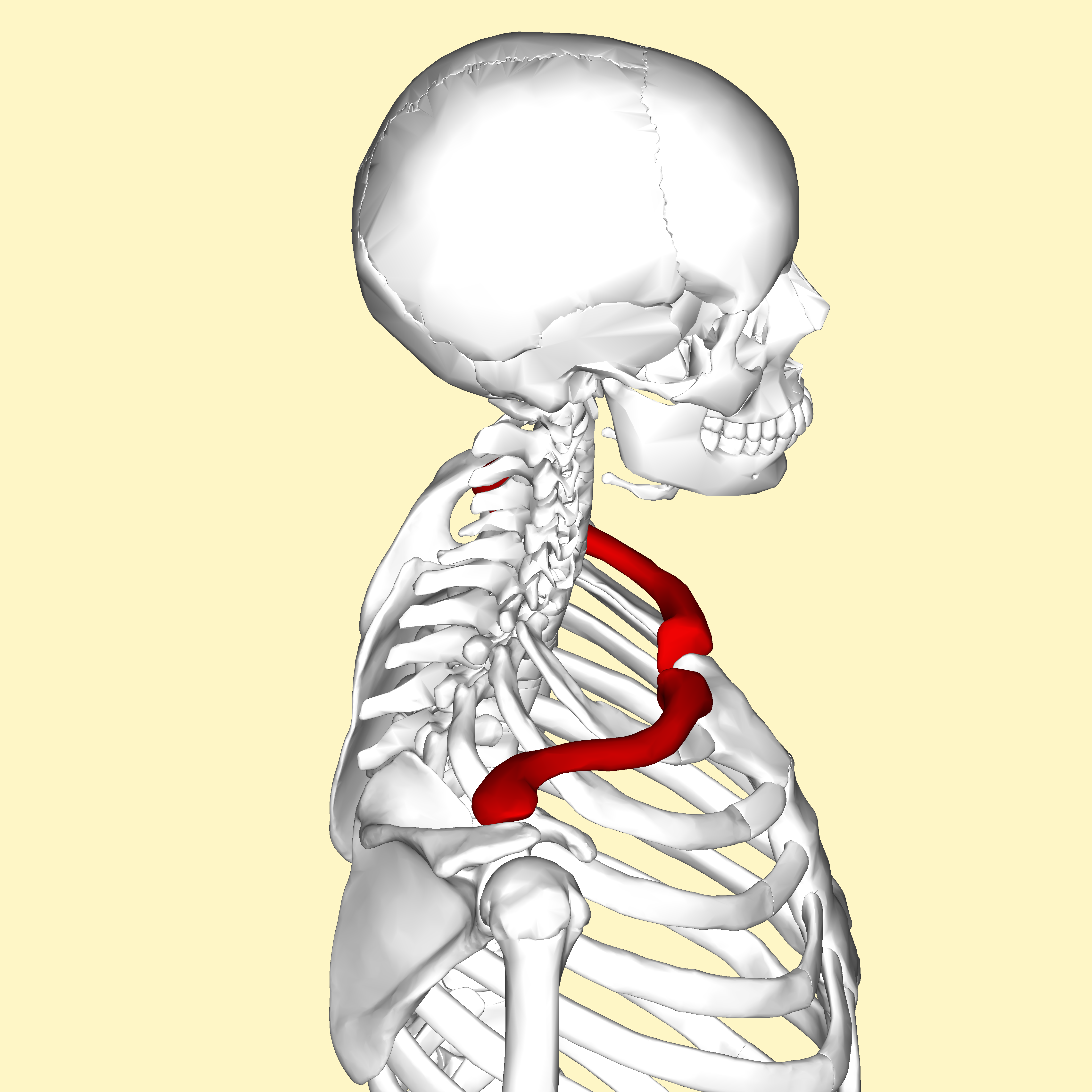
عظم الترقوة من الجانب (مبين باللون الأحمر).
عظم الترقوة مبين باللون الأحمر.
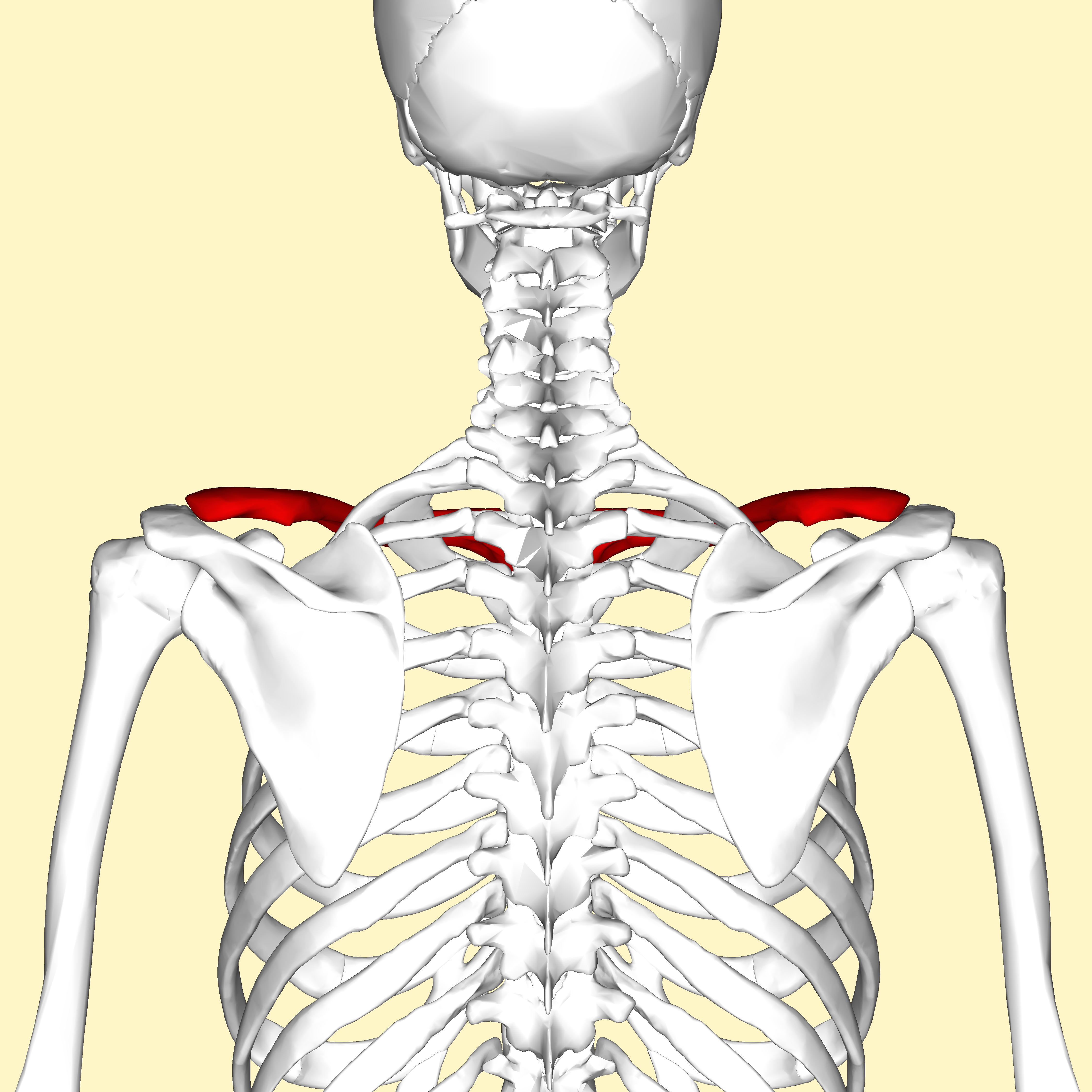
عظم الترقوة من الخلف (مبين باللون الأحمر).
عظم الترقوة مبين باللون الأحمر.

## وصلات خارجية
- صور توضيحية
- كسور الترقوة